# Sic semper tyrannis

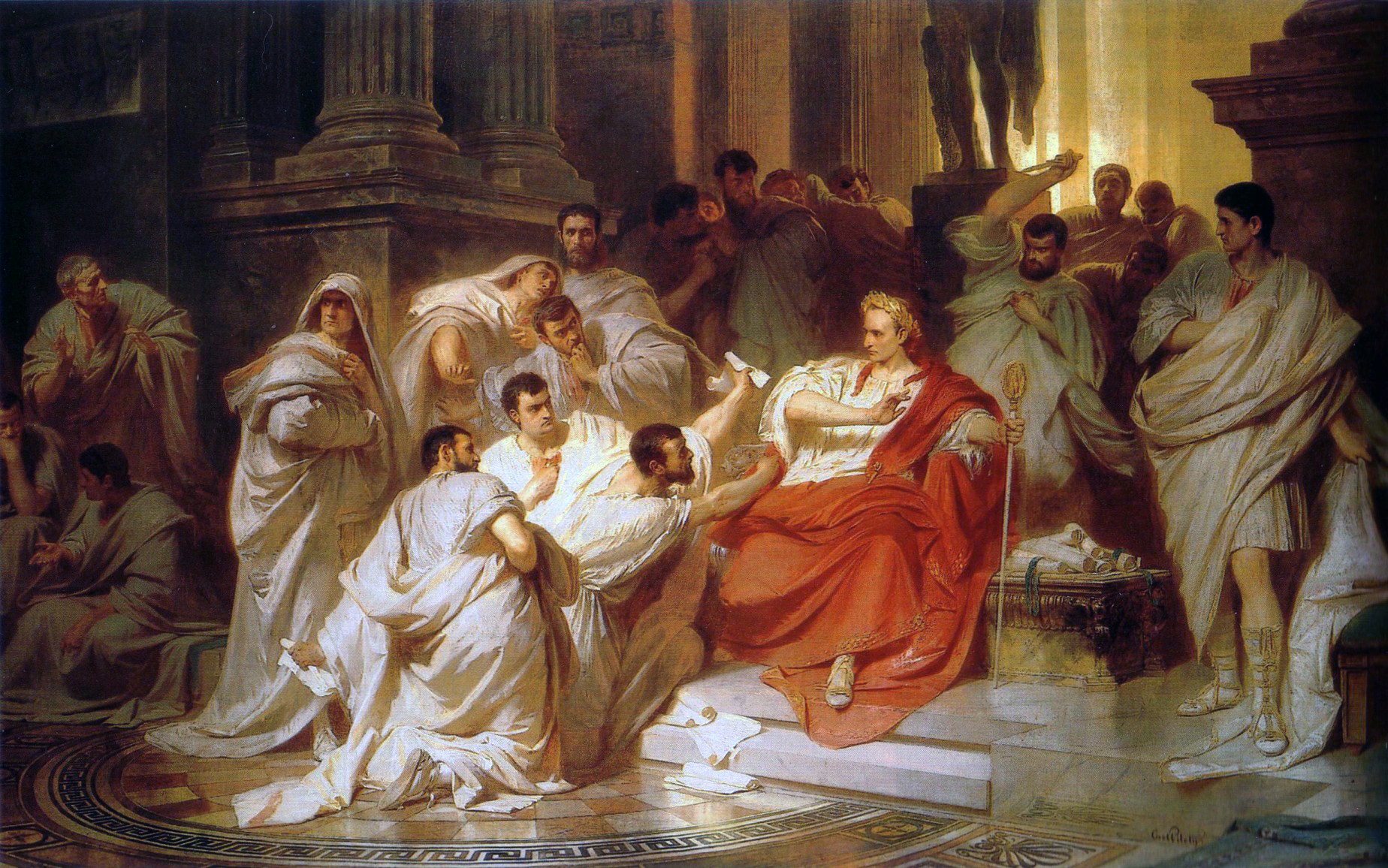
Caesars Tod, dargestellt von Carl Theodor von Piloty (1865)

Sic semper tyrannis ist eine lateinische Phrase. Sie bedeutet wörtlich übersetzt: „So immer den Tyrannen!“ Der Satz wird im Deutschen meist wiedergegeben mit: „So ergeht es immer den Tyrannen!“ oder „So möge es immer den Tyrannen ergehen!“. Eine freiere Übersetzung wäre „Tod den Tyrannen!“

## Ursprung
Der Ausruf Sic semper tyrannis wird meist Marcus Iunius Brutus zugeschrieben, der ihn bei der Ermordung Gaius Iulius Caesars getätigt haben soll. Allerdings findet sich hierfür keinerlei Beleg in den historischen Schriften. Nachweislich ausgerufen wurde der Satz erstmals von dem Lincoln-Mörder John Wilkes Booth nach seiner Tat am 14. April 1865 im Ford’s Theater in Washington, was sowohl von Zeugen bestätigt wurde als auch (als letzter Eintrag) in seinem eigenen Tagebuch vermerkt ist. Der Altphilologe Michael Fontaine argumentiert in diesem Zusammenhang, dass der Ausspruch dem Brutus erst nach dem Attentat auf Lincoln angedichtet worden sei, und zwar aufgrund der bemerkenswerten Parallelen zur Ermordung Caesars: Beide Morde fanden in einem Theater statt und der Vater von Lincolns Mörder hieß mit Vornamen Junius Brutus.
Mithin geht Fontaine davon aus, dass die lateinische Phrase in Wirklichkeit amerikanischen Ursprungs ist. Tatsächlich ist der Satz in dieser Form nicht vor 1776 belegt; in diesem Jahr schlug ihn George Mason, der „Vater der Bill of Rights“, der Virginia Convention als Wahlspruch vor; wenig später wurde er durch George Wythe in das Siegel des US-Bundesstaates Virginia integriert. Plutarch zufolge war ein vergleichbarer Satz bei der Ermordung des Tiberius Gracchus im Jahr 133 v. Chr. gefallen, worauf dessen Großvater Scipio Aemilianus mit einem sehr ähnlich klingenden Zitat aus Homers Odyssee reagierte: ὡς ἀπόλοιτο καὶ ἄλλος, ὅτις τοιαῦτά γε ῥέζοι (Odyssee, erster Gesang, Zeile 47), zu Deutsch (nach der Übertragung von Johann Heinrich Voß): „Möchte doch jeder so fallen, der solche Taten beginnet!“ (Bei Homer ist damit Aigisthos gemeint, der Agamemnon ermordete, nachdem er zuvor dessen Ehefrau verführt hatte, ehe er schließlich selbst von Orest getötet wurde). Die Kolonialherrschaft Englands wurde zur Zeit des Amerikanischen Unabhängigkeitskrieges als machtmissbrauchende Tyrannis empfunden und Fontaine zufolge übersetzten Mason und Wythe das griechische Zitat damals in freier Form ins Lateinische und benutzten es fortan als Wahlspruch im Kampf gegen England.

## Staatsmotto Virginias

Siegel des US-Bundesstaates Virginia

Nach dem Amerikanischen Unabhängigkeitskrieg wurde der Spruch Staatsmotto und Wahlspruch des US-Bundesstaates Virginia.
Das Siegel zeigt die Personifikation der Tugend, ein Schwert in der Hand, den Fuß auf der Brust des Tyrannen, dessen Krone neben ihm liegt. Es wurde von George Wythe gestaltet, der die Unabhängigkeitserklärung der Vereinigten Staaten unterzeichnete und Thomas Jefferson in Recht lehrte.

## Weiterer Gebrauch
Sic semper tyrannis war bzw. ist das Motto des Atomkreuzers USS Virginia, des Atom-U-Boots USS Virginia (jeweils in direkter Ableitung vom Staatsmotto) und der Stadt Allentown, der drittgrößten Stadt im US-Bundesstaat Pennsylvania.
1861 schrieb der Dichter James Ryder Randall das Kampflied Maryland, my Maryland auf die Melodie von O Tannenbaum, worin die Sentenz ebenfalls aufgegriffen wird. Es wurde das musikalische Gegenstück der Konföderierten zur Battle hymn of the Republic der Nordstaaten. Obwohl der US-Bundesstaat Maryland im Sezessionskrieg offiziell neutral blieb, wurde das Lied 1939 zur Staatshymne erhoben. Vor allem wegen des Sic semper verlor das Lied 2021 durch Beschluss der Delegiertenversammlung diesen Status wieder.

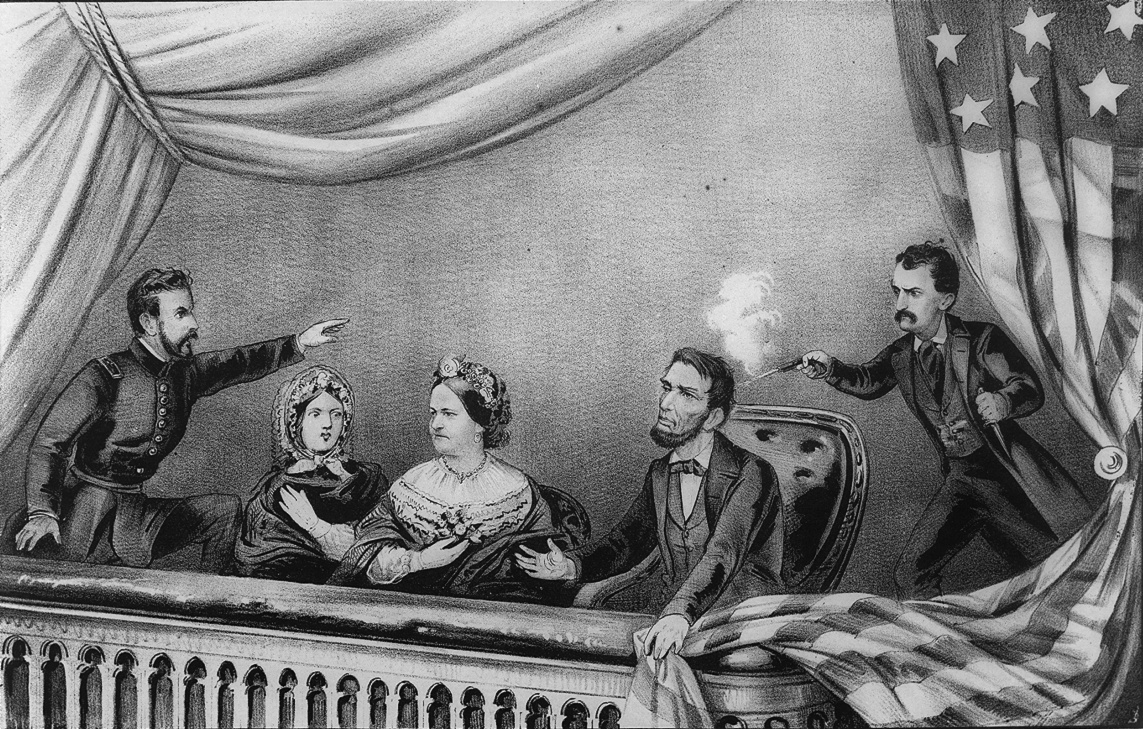
Lithografie (ca. 1865) des Attentats auf Abraham Lincoln (2.v.r.) durch John Wilkes Booth (r.)

Timothy McVeigh trug ein T-Shirt mit der Aufschrift Sic semper tyrannis und einem Bild von Abraham Lincoln, als er am 19. April 1995 nach dem Bombenanschlag auf das Murrah Federal Building in Oklahoma City festgenommen wurde.

## Gebrauch in den Medien

### Film
Im Film Das Vermächtnis des geheimen Buches aus dem Jahr 2007 wird die Ermordung Abraham Lincolns gezeigt. Später sprechen einige der Hauptdarsteller über den Tod Abraham Lincolns und in diesem Zuge wird auch der Ausruf Sic semper tyrannis referiert.
Auch im Film Into the Blue von 2005 wurde das Motto aufgegriffen, welches in Lateinisch auf dem gefundenen Revolver eines aus der Sklaverei entflohenen Piraten graviert war und in dem Film schlussendlich Aufschluss über die Identität des Trägers des Revolvers gab.
In der US-amerikanischen Fantasy-Filmkomödie Teuflisch aus dem Jahr 2000 ruft der Attentäter dieses Motto, kurz bevor er den Protagonisten Brendan Fraser alias Elliot Richards erschießen will, welcher sich jedoch durch Nutzung seines Pagers retten kann.
Im 1933 in den USA spielenden Film Amsterdam wird die Phrase von einem Attentäter einer interkontinentalen faschistischen Gruppierung, die einen General zum US-amerikanischen Diktator erheben will, auf der jährlichen Veteranen-Gala ausgerufen.

### Fernsehserien
In einer Episode von Seinfeld („The Pilot“), wird Jerry Seinfeld während seines Monologs von „Crazy“ Joe Davola unterbrochen, der „Sic semper tyrannis!“ kreischt (von Jerry frei in „Death to tyrants“ / „Tod den Tyrannen“ übersetzt) und dann aus dem Publikum von der unüberdachten Tribüne auf das Set springt, im Bestreben, Jerry anzugreifen.
Die US-amerikanische Sketch-Comedy-Truppe Whitest Kids U’Know benutzte den Satz in einem satirischen Sketch über das Attentat auf Abraham Lincoln, in dem John Wilkes Booth in Abraham Lincolns Loge springt und ihn mit zufälligen Gegenständen bewirft. In einem anderen Sketch („It’s illegal to say“) wird Sic semper tyrannis als die Parole einer Gruppe gebraucht, die sich stets Freitag Mitternacht unter der Brooklyn Bridge trifft.
Das Motto wurde ebenfalls in einer Episode der Venture Bros. („I Know Why the Caged Bird Kills“) und in einer Episode der Serie The Punisher verwendet.
Eine modifizierte Version dieser Phrase findet sich in der sechsten Episode von Clerks: The Animated Series. Dante beschwert sich darüber, dass Neid auf die „Golden Girls“ nichts als Ärger kosten würde. Randal antwortet darauf mit: „Ich bereue nichts! Sic semper Bea Arthur!“.
In der Fernsehserie Rom benutzt Cassius, nicht aber Brutus, den Satz unmittelbar nach der Ermordung Caesars. Tatsächlich lässt Brutus in dieser Interpretation sogar deutliche Ablehnung gegen den Gebrauch der Phrase erkennen.
In der postapokalyptischen Dramaserie The Last Ship wird das Motto durch den Attentäter verwendet, der in der letzten Folge der 2. Staffel die Hauptfigur Dr. Rachel Scott niederschießt.
In der Serie Navy CIS: New Orleans heißt die erste Folge der zweiten Staffel (2.01) im Original „Sic semper tyrannis“ (deutscher Titel: „Der Feind im Inneren“), in der eine Separatistenbewegung dieses Motto als Losung verwendet. Ein Attentäter, der nach einem Bombenanschlag auf einen Militärkonvoi gestellt worden ist, ruft diese Losung aus, ehe er sich erschießt, und Special Agent Pride stellt sofort den Zusammenhang zu dem Ausspruch von John Wilkes Booth, dem Mörder Lincolns, her. In Folge 2.08 (Confluence/Die Entschuldigung) liegt am Ende nach dem gescheiterten Attentat auf Pride der Attentäter im Krankenhaus und wird dort von einem Mann besucht, dessen Gesicht nicht gezeigt wird und der ebenfalls diese Phrase sagt (ehe er, wie man vermuten kann, den Attentäter tötet, damit er nicht mehr reden kann).
In der Serie The Morning Show von Apple sagt Chip Black in Staffel 1 Folge 10 („Das Interview“) zu Rena Robinson „Sic semper tyrannis“, als sie planen, Fred Micklen, den Präsidenten des Senders der Show, zu stürzen, da er mitgeholfen hat, die sexuellen Machenschaften von Mitch Kessler zu vertuschen. Sie erwidert darauf: „Fragwürdige Referenz. Aber ich weiß, was du meinst! ... Sic semper tyrannis!“
In der Folge "A Very Special Drawn Together Afterschool Special" der Serie Drawn Together (S2E12) ruft die Figur des Spanky Ham die Phrase dem Charakter Xandir zu, bevor er auf diesen schießt. Ironischerweise ist es Spanky Ham selbst, der in dieser Episode den Tyrannen darstellt, während Xandir der ist, der sich gegen diesen zur Wehr setzt.

### Musik
Die Phrase wurde des Weiteren in politisch motivierten Liedern verwendet:
- Die Progressive-Metal-Band Architect benutzte sie als Titel für ein Lied ihres im Januar 2007 erschienenen Albums „All Is Not Lost“.
- Die Rockband Mae aus Norfolk (Virginia) schrieb einen so betitelten Song für ihr im August 2007 erschienenes Album „Singularity“.
- Der achte Titel auf dem Album „Change is a Sound“ der Hardcore-Punk-Band Strike Anywhere heißt „S.S.T.“, was als Abkürzung für Sic semper tyrannis steht. Die Band verkaufte später ein T-Shirt mit dem Songnamen auf der Vorderseite.
- Die Extreme-Metal-Band Anaal Nathrakh nutzte den Ausspruch als Titel für ein Lied auf ihrem 2020 erschienenen Album Endarkenment.[7]
- Eine österreichische Melodic-Metal-Band nennt sich Sic Semper Tyrannis.

### Videospiele
Die Phrase taucht als kurzer Gag in Mass Effect auf. Dort gibt es eine Stelle, in der Weltrauminsekten eine ganze Forschungseinrichtung tyrannisieren. Hat man nicht den passenden Code, um sie auszuschalten, gibt der Hauptcharakter als unverständliches Gemurmel diese Phrase ab.
In Mass Effect (beziehungsweise in der Planungsphase davon) gab es noch einen weiteren Verweis auf diese Phrase. So sollte das Schiff, welches ein Kernbestandteil ist, nicht „Normandy SR-1“, sondern „Normandy SST(-1)“ heißen. In einem früh veröffentlichten Artwork sieht man das Kürzel noch auf den Flügeln. Als die „Normandy“ dann nochmal komplett neu gestaltet wurde, wurde auch die Bezeichnung geändert.